# Associazione Sportiva Roma 1994-1995
Questa voce raccoglie le informazioni riguardanti l'Associazione Sportiva Roma nelle competizioni ufficiali della stagione 1994-1995.

## Stagione
La stagione 1994-1995 è la seconda di Mazzone sulla panchina giallorossa. Durante l'estate vengono acquistati dal Napoli il centrocampista svedese Jonas Thern e la punta uruguaiana Daniel Fonseca.
La squadra si classifica quinta in campionato, dopo aver inizialmente stazionato nelle prime posizioni di classifica. Da questa stagione il diciottenne Francesco Totti diventa titolare: proprio alla prima giornata segna la prima delle sue 250 reti in campionato, contro il Foggia.

## Divise e sponsor

Il neoacquisto Daniel Fonseca in azione con la divisa all red della stagione

Lo sponsor tecnico è Asics mentre lo sponsor ufficiale è Nuova Tirrena.
La prima divisa è costituita da maglia rossa con colletto a polo, pantaloncini rossi e calzettoni rossi, tutti e tre presentanti decorazioni arancioni. In trasferta i Lupi usano una costituita da maglia bianca con colletto a polo rosso e con banda orizzontale giallorossa, pantaloncini bianchi, calzettoni bianchi bordati di rosso. I portieri usano due divise: la prima da maglia blu con colletto a polo, pantaloncini blu e calzettoni neri, la seconda da maglia viola con colletto a polo, pantaloncini blu e calzettoni bianchi bordati di rosso.
| Casa | Trasferta | 1ª portiere | 2ª portiere |

## Organigramma societario
Di seguito l'organigramma societario.
Area direttiva
- Presidente: Franco Sensi
- Vicepresidente e amministratore delegato: Ciro Di Martino
- Vicepresidente: Giovanni Ferreri
- Team Manager: Fernando Fabbri
- Direttore generale: Luigi Agnolin
- Direttore sportivo: Emiliano Mascetti
- Direttori organizzativi: Maurizio Cenci e Umberto Esposito
- Segretario: Giorgio Catalano

Area sanitaria
- Medico sociale: Ernesto Alicicco
- Massaggiatori: Giorgio Cardoni e Giorgio Rossi
- Fisioterapisti: Silio Musa e Stefano Serrecchia

Area tecnica
- Allenatore: Carlo Mazzone
- Allenatore in 2ª: Leonardo Menichini
- Preparatore dei portieri: Franco Tancredi
- Allenatore Primavera: Ezio Sella
- Preparatore atletico: Massimo Neri

## Rosa
Di seguito la rosa.
| N. |                    | Ruolo | Calciatore            |
| -- | ------------------ | ----- | --------------------- |
|    | Italia (bandiera)  | P     | Giovanni Cervone      |
|    | Italia (bandiera)  | P     | Fabrizio Lorieri      |
|    | Brasile (bandiera) | D     | Aldair                |
|    | Italia (bandiera)  | D     | Enrico Annoni         |
|    | Italia (bandiera)  | D     | Silvano Benedetti     |
|    | Italia (bandiera)  | D     | Andrea Borsa          |
|    | Italia (bandiera)  | D     | Amedeo Carboni        |
|    | Italia (bandiera)  | D     | Francesco Colonnese   |
|    | Italia (bandiera)  | D     | Marco Lanna           |
|    | Italia (bandiera)  | D     | Fabio Petruzzi        |
|    | Italia (bandiera)  | D     | Dario Rossi           |
|    | Italia (bandiera)  | C     | Massimiliano Cappioli |

| N. |                      | Ruolo | Calciatore          |
| -- | -------------------- | ----- | ------------------- |
|    | Italia (bandiera)    | C     | Giuseppe Giannini   |
|    | Italia (bandiera)    | C     | Giampiero Maini     |
|    | Italia (bandiera)    | C     | Sandro Mazzoni      |
|    | Italia (bandiera)    | C     | Francesco Moriero   |
|    | Italia (bandiera)    | C     | Giovanni Piacentini |
|    | Italia (bandiera)    | C     | Francesco Statuto   |
|    | Svezia (bandiera)    | C     | Jonas Thern         |
|    | Argentina (bandiera) | A     | Abel Balbo          |
|    | Uruguay (bandiera)   | A     | Daniel Fonseca      |
|    | Italia (bandiera)    | A     | Roberto Muzzi       |
|    | Italia (bandiera)    | A     | Daniele Rossi       |
|    | Italia (bandiera)    | A     | Francesco Totti     |

## Calciomercato
Di seguito il calciomercato.
| Acquisti | Acquisti            | Acquisti  | Acquisti      |
| R.       | Nome                | da        | Modalità      |
| -------- | ------------------- | --------- | ------------- |
| D        | Francesco Colonnese | Cremonese | definitivo    |
| D        | Dario Rossi         | Modena    | definitivo    |
| D        | Andrea Borsa        | Pistoiese | definitivo    |
| D        | Fabio Petruzzi      | Udinese   | fine prestito |
| C        | Francesco Statuto   | Udinese   | definitivo    |
| C        | Jonas Thern         | Napoli    | definitivo    |
| C        | Giampiero Maini     | Ascoli    | definitivo    |
| C        | Sandro Mazzoni      | ?         | definitivo    |
| A        | Francesco Moriero   | Cagliari  | definitivo    |
| A        | Marco Branca        | Parma     | definitivo    |
| A        | Daniel Fonseca      | Napoli    | definitivo    |
| A        | Roberto Muzzi       | Pisa      | fine prestito |

| Cessioni | Cessioni            | Cessioni  | Cessioni              |
| R.       | Nome                | a         | Modalità              |
| -------- | ------------------- | --------- | --------------------- |
| P        | Ferro Pontini       | Lucchese  | definitivo            |
| P        | Andrea Pazzagli     | Prato     | definitivo            |
| D        | Siniša Mihajlović   | Sampdoria | definitivo            |
| D        | Dario Rossi         | Lecce     | definitivo            |
| D        | Emilio Pellegrino   | ?         | svincolato            |
| D        | Gianluca Festa      | Inter     | fine prestito         |
| C        | Thomas Häßler       | Karlsruhe | definitivo            |
| C        | Alessio Scarchilli  | Udinese   | definitivo            |
| C        | Valter Bonacina     | Atalanta  | definitivo            |
| C        | Daniele Berretta    | Cagliari  | prestito              |
| C        | Antonino Bernardini | Torino    | prestito              |
| C        | Antonio Comi        | Como      | definitivo            |
| A        | Roberto Muzzi       | Cagliari  | definitivo (gratuito) |
| A        | Walter Lapini       | ?         | definitivo            |
| A        | Ruggiero Rizzitelli | Torino    | definitivo            |

## Risultati

### Serie A

#### Girone di andata
| Arbitro: | Trentalange (Torino) |

|           |           |               |
| Totti 30’ | Marcatori | 67’ Kolyvanov |

| Arbitro: | Beschin (Legnago) |

|  |           |                  |
|  | Marcatori | 77’ (aut.) Festa |

| Arbitro: | Boggi (Salerno) |

|                           |           |  |
| Balbo 8’, 56’ Fonseca 89’ | Marcatori |  |

| Arbitro: | Cesari (Genova) |

|                 |           |                                               |
| De Agostini 53’ | Marcatori | 17’ (rig.), 22’ Balbo 64’ Fonseca 75’ Moriero |

| Arbitro: | Pairetto (Nichelino) |

|           |           |  |
| Balbo 56’ | Marcatori |  |

| Arbitro: | Braschi (Prato) |

|                                |           |                             |
| Rizzitelli 41’ Cristallini 78’ | Marcatori | 8’ Balbo 70’ (rig.) Fonseca |

| Arbitro: | Ceccarini (Livorno) |

|           |           |            |
| Balbo 90’ | Marcatori | 58’ Bisoli |

| Arbitro: | Stafoggia (Pesaro) |

|          |           |  |
| Zola 90’ | Marcatori |  |

| Arbitro: | Bazzoli (Merano) |

|             |           |                |
| Moriero 70’ | Marcatori | 38’ Boghossian |

| Brescia 20 novembre 1994 10ª giornata | Brescia         | 0 – 0 referto | Roma | Stadio Mario Rigamonti\| Arbitro: \| Bettin (Padova) \| |
| Arbitro:                              | Bettin (Padova) |               |      |                                                         |

| Arbitro: | Boggi (Salerno) |

|  |           |                                   |
|  | Marcatori | 2’ Balbo 25’ Cappioli 51’ Fonseca |

| Arbitro: | Treossi (Forlì) |

|                         |           |  |
| Aldair 66’ Cappioli 81’ | Marcatori |  |

| Arbitro: | Amendolia (Messina) |

|                    |           |  |
| Carboni 73’ (aut.) | Marcatori |  |

| Roma 18 dicembre 1994 14ª giornata | Roma                | 0 – 0 referto | Milan | Stadio Olimpico\| Arbitro: \| Collina (Viareggio) \| |
| Arbitro:                           | Collina (Viareggio) |               |       |                                                      |

| Arbitro: | Cesari (Genova) |

|                     |           |  |
| Balbo 69’ Totti 86’ | Marcatori |  |

| Arbitro: | Stafoggia (Pesaro) |

|                                      |           |  |
| Ravanelli 32’, 81’ (rig.) Vialli 84’ | Marcatori |  |

| Arbitro: | Bettin (Padova) |

|           |           |            |
| Lanna 63’ | Marcatori | 39’ Chiesa |

#### Girone di ritorno
| Arbitro: | Rodomonti (Teramo) |

|  |           |          |
|  | Marcatori | 2’ Balbo |

| Arbitro: | Braschi (Prato) |

|                    |           |          |
| Balbo 4’, 30’, 71’ | Marcatori | 14’ Seno |

| Arbitro: | Pairetto (Nichelino) |

|              |           |  |
| Skuhravý 15’ | Marcatori |  |

| Arbitro: | Arena (Ercolano) |

|                               |           |  |
| Giannini 48’ Balbo 70’ (rig.) | Marcatori |  |

| Arbitro: | Trentalange (Torino) |

|                              |           |  |
| M. Rossi 26’ Gullit 47’, 77’ | Marcatori |  |

| Arbitro: | Amendolia (Messina) |

|             |           |               |
| Fonseca 40’ | Marcatori | 8’ Rizzitelli |

| Arbitro: | Boggi (Salerno) |

|  |           |                  |
|  | Marcatori | 18’ (rig.) Balbo |

| Arbitro: | Collina (Viareggio) |

|           |           |  |
| Balbo 23’ | Marcatori |  |

| Napoli 9 aprile 1995 26ª giornata | Napoli          | 0 – 0 referto | Roma | Stadio San Paolo\| Arbitro: \| Nicchi (Arezzo) \| |
| Arbitro:                          | Nicchi (Arezzo) |               |      |                                                   |

| Arbitro: | Farina (Novi Ligure) |

|                                        |           |  |
| Totti 5’ Cappioli 18’ Balbo 79’ (rig.) | Marcatori |  |

| Arbitro: | Amendolia (Messina) |

|  |           |                                  |
|  | Marcatori | 30’ Casiraghi 70’ (rig.) Signori |

| Padova 30 aprile 1995 29ª giornata | Padova           | 0 – 0 referto | Roma | Stadio Euganeo\| Arbitro: \| Bazzoli (Merano) \| |
| Arbitro:                           | Bazzoli (Merano) |               |      |                                                  |

| Arbitro: | Rodomonti (Teramo) |

|                     |           |  |
| Balbo 15’ Totti 81’ | Marcatori |  |

| Arbitro: | Cesari (Genova) |

|             |           |  |
| Lentini 34’ | Marcatori |  |

| Arbitro: | Collina (Viareggio) |

|                          |           |                 |
| Tovalieri 54’ Protti 75’ | Marcatori | 6’, 70’ Fonseca |

| Arbitro: | Beschin (Legnago) |

|                                                     |           |  |
| Tacchinardi 10’ (aut.) Fonseca 70’ (rig.) Balbo 75’ | Marcatori |  |

| Arbitro: | Tombolini (Ancona) |

|                       |           |                                              |
| Chiesa 25’ Sclosa 56’ | Marcatori | 12’, 49’, 79’ (rig.) Balbo 68’, 90’ Cappioli |

### Coppa Italia

#### Fase finale
| Arbitro: | Dinelli (Lucca) |

|  |           |                             |
|  | Marcatori | 22’, 70’ Muzzi 61’ Giannini |

| Arbitro: | Messina (Bergamo) |

|                        |           |              |
| Cappioli 28’ Totti 67’ | Marcatori | 80’ Bellucci |

| Arbitro: | Nicchi (Arezzo) |

|                         |           |  |
| Castorina 57’ Nappi 76’ | Marcatori |  |

| Arbitro: | Amendolia (Messina) |

|                            |           |  |
| Totti 22’ Fonseca 77’, 85’ | Marcatori |  |

| Arbitro: | Ceccarini (Livorno) |

|                                      |           |  |
| Vialli 22’, 34’ Ravanelli 90’ (rig.) | Marcatori |  |

| Arbitro: | Boggi (Salerno) |

|                                            |           |                      |
| Marocchi 21’ (aut.) Totti 36’ Cappioli 68’ | Marcatori | 27’ (rig.) Ravanelli |

## Statistiche
Di seguito le statistiche.

### Statistiche di squadra
| Competizione | Punti | In casa | In casa | In casa | In casa | In casa | In casa | In trasferta | In trasferta | In trasferta | In trasferta | In trasferta | In trasferta | Totale | Totale | Totale | Totale | Totale | Totale | DR  |
| Competizione | Punti | G       | V       | N       | P       | Gf      | Gs      | G            | V            | N            | P            | Gf           | Gs           | G      | V      | N      | P      | Gf     | Gs     | DR  |
| ------------ | ----- | ------- | ------- | ------- | ------- | ------- | ------- | ------------ | ------------ | ------------ | ------------ | ------------ | ------------ | ------ | ------ | ------ | ------ | ------ | ------ | --- |
| Serie A      | 59    | 17      | 10      | 6       | 1       | 27      | 8       | 17           | 6            | 5            | 6            | 19           | 17           | 34     | 16     | 11     | 7      | 46     | 25     | +21 |
| Coppa Italia |       | 3       | 3       | 0       | 0       | 8       | 2       | 3            | 1            | 0            | 2            | 3            | 5            | 6      | 4      | 0      | 2      | 11     | 7      | +4  |
| Totale       |       | 20      | 13      | 6       | 1       | 35      | 10      | 20           | 7            | 5            | 8            | 22           | 22           | 40     | 20     | 11     | 9      | 57     | 32     | +25 |

### Andamento in campionato
| Giornata  | 1 | 2 | 3 | 4 | 5 | 6 | 7 | 8 | 9 | 10 | 11 | 12 | 13 | 14 | 15 | 16 | 17 | 18 | 19 | 20 | 21 | 22 | 23 | 24 | 25 | 26 | 27 | 28 | 29 | 30 | 31 | 32 | 33 | 34 |
| --------- | - | - | - | - | - | - | - | - | - | -- | -- | -- | -- | -- | -- | -- | -- | -- | -- | -- | -- | -- | -- | -- | -- | -- | -- | -- | -- | -- | -- | -- | -- | -- |
| Luogo     | C | T | C | T | C | T | C | T | C | T  | T  | C  | T  | C  | C  | T  | C  | T  | C  | T  | C  | T  | C  | T  | C  | T  | C  | C  | T  | C  | T  | T  | C  | T  |
| Risultato | N | V | V | V | V | N | N | P | N | N  | V  | V  | P  | N  | V  | P  | N  | V  | V  | P  | V  | P  | N  | V  | V  | N  | V  | P  | N  | V  | P  | N  | V  | V  |
| Posizione | 8 | 8 | 3 | 1 | 2 | 1 | 2 | 4 | 5 | 5  | 5  | 4  | 4  | 5  | 3  | 5  | 4  | 4  | 3  | 4  | 3  | 4  | 4  | 4  | 3  | 3  | 3  | 4  | 4  | 4  | 5  | 5  | 5  | 5  |

Fonte:  Italy » Serie A 1994/1995 » Results & Tables, su worldfootball.net.
Legenda:

Luogo: C = Casa; T = Trasferta. Risultato: V = Vittoria; N = Pareggio; P = Sconfitta.

### Statistiche dei giocatori
| Giocatore     | Serie A  | Serie A | Serie A     | Serie A    | Coppa Italia | Coppa Italia | Coppa Italia | Coppa Italia | Totale   | Totale | Totale      | Totale     |
| Giocatore     | Presenze | Reti    | Ammonizioni | Espulsioni | Presenze     | Reti         | Ammonizioni  | Espulsioni   | Presenze | Reti   | Ammonizioni | Espulsioni |
| ------------- | -------- | ------- | ----------- | ---------- | ------------ | ------------ | ------------ | ------------ | -------- | ------ | ----------- | ---------- |
| Aldair        | 28       | 1       | ?           | ?          | 5            | 0            | ?            | ?            | 33       | 1      | ?           | ?          |
| E. Annoni     | 24       | 0       | ?           | ?          | 3            | 0            | ?            | ?            | 27       | 0      | ?           | ?          |
| A. Balbo      | 32       | 22      | ?           | ?          | 4            | 0            | ?            | ?            | 36       | 22     | ?           | ?          |
| S. Benedetti  | 12       | 0       | ?           | ?          | 3            | 0            | ?            | ?            | 15       | 0      | ?           | ?          |
| A. Borsa      | 1        | 0       | ?           | ?          | 1            | 0            | ?            | ?            | 2        | 0      | ?           | ?          |
| M. Cappioli   | 31       | 5       | ?           | ?          | 6            | 2            | ?            | ?            | 37       | 7      | ?           | ?          |
| A. Carboni    | 30       | 0       | ?           | ?          | 3            | 0            | ?            | ?            | 33       | 0      | ?           | ?          |
| G. Cervone    | 33       | -22     | ?           | ?          | 4            | -5           | ?            | ?            | 37       | -27    | ?           | ?          |
| F. Colonnese  | 5        | 0       | ?           | ?          | 2            | 0            | ?            | ?            | 7        | 0      | ?           | ?          |
| D. Fonseca    | 26       | 8       | ?           | ?          | 3            | 2            | ?            | ?            | 29       | 10     | ?           | ?          |
| G. Giannini   | 28       | 1       | ?           | ?          | 6            | 1            | ?            | ?            | 34       | 2      | ?           | ?          |
| M. Lanna      | 31       | 1       | ?           | ?          | 3            | 0            | ?            | ?            | 34       | 1      | ?           | ?          |
| F. Lorieri    | 2        | -3      | ?           | ?          | 2            | -2           | ?            | ?            | 4        | -5     | ?           | ?          |
| G. Maini      | 7        | 0       | ?           | ?          | 3            | 0            | ?            | ?            | 10       | 0      | ?           | ?          |
| S. Mazzoni    | -        | -       | -           | -          | 1            | 0            | ?            | ?            | 1        | 0      | 0+          | 0+         |
| F. Moriero    | 28       | 2       | ?           | ?          | 4            | 0            | ?            | ?            | 32       | 2      | ?           | ?          |
| R. Muzzi      | 2        | 0       | ?           | ?          | 2            | 2            | ?            | ?            | 4        | 2      | ?           | ?          |
| F. Petruzzi   | 26       | 0       | ?           | ?          | 4            | 0            | ?            | ?            | 30       | 0      | ?           | ?          |
| G. Piacentini | 29       | 0       | ?           | ?          | 5            | 0            | ?            | ?            | 34       | 0      | ?           | ?          |
| D. Rossi      | -        | -       | -           | -          | 2            | 0            | ?            | ?            | 2        | 0      | 0+          | 0+         |
| D. Rossi      | 3        | 0       | ?           | ?          | -            | -            | -            | -            | 3        | 0      | 0+          | 0+         |
| F. Statuto    | 20       | 3       | ?           | ?          | 1            | 0            | ?            | ?            | 21       | 3      | ?           | ?          |
| J. Thern      | 12       | 0       | ?           | ?          | 4            | 0            | ?            | ?            | 16       | 0      | ?           | ?          |
| F. Totti      | 21       | 4       | ?           | ?          | 4            | 3            | ?            | ?            | 25       | 7      | ?           | ?          |

Fonte: 